# Élections législatives de 1968 en Seine-et-Marne
Les élections législatives françaises de 1968 se déroulent les 23 et 30 juin 1968. Dans le département de Seine-et-Marne, cinq députés sont à élire dans le cadre de cinq circonscriptions.

## Élus
| Circonscription | Député sortant                            | Parti | Parti | Député élu ou réélu | Parti | Parti |
| --------------- | ----------------------------------------- | ----- | ----- | ------------------- | ----- | ----- |
| 1re             | Marc Jacquet                              |       | UDR   | Marc Jacquet        |       | UDR   |
| 2e              | Guy Rabourdin                             |       | UDR   | Guy Rabourdin       |       | UDR   |
| 3e              | Bertrand Flornoy                          |       | UDR   | Bertrand Flornoy    |       | UDR   |
| 4e              | Roger Pezout suppléant d'Alain Peyrefitte |       | UDR   | Alain Peyrefitte    |       | UDR   |
| 5e              | Didier Julia                              |       | UDR   | Didier Julia        |       | UDR   |

## Résultats

### Résultats à l'échelle du département
| Parti          | Parti                                           | Premier tour | Premier tour | Second tour | Second tour | Sièges |
| Parti          | Parti                                           | Voix         | %            | Voix        | %           | Sièges |
| -------------- | ----------------------------------------------- | ------------ | ------------ | ----------- | ----------- | ------ |
|                | Union pour la défense de la République          | 135 248      | 51,42        | 55 773      | 56,22       | 5      |
|                | Modérés                                         | 2 000        | 0,76         |             |             | 0      |
|                | Union des républicains de progrès               | 137 248      | 52,18        | 55 773      | 56,22       | 5      |
|                |                                                 |              |              |             |             |        |
|                | Section française de l'Internationale ouvrière  | 26 596       | 10,11        |             |             | 0      |
|                | Convention des institutions républicaines       | 3 965        | 1,51         | 0           |             |        |
|                | Fédération de la gauche démocrate et socialiste | 30 561       | 11,62        |             |             | 0      |
|                |                                                 |              |              |             |             |        |
|                | Parti communiste français                       | 55 948       | 21,27        | 32 824      | 33,09       | 0      |
|                | Progrès et démocratie moderne                   | 29 756       | 11,31        | 10 600      | 10,69       | 0      |
|                | Parti socialiste unifié                         | 9 513        | 3,62         |             |             | 0      |
|                |                                                 |              |              |             |             |        |
| Inscrits       | Inscrits                                        | 329 124      | 100,00       | 131 634     | 100,00      | 5      |
| Abstentions    | Abstentions                                     | 62 142       | 18,88        | 29 740      | 22,59       |        |
| Votants        | Votants                                         | 266 982      | 81,12        | 101 894     | 77,41       |        |
| Blancs et nuls | Blancs et nuls                                  | 3 956        | 1,48         | 2 697       | 2,65        |        |
| Exprimés       | Exprimés                                        | 263 026      | 98,52        | 99 197      | 97,35       |        |

### Résultats par circonscription

#### Première circonscription (Melun)
|                | Marc Jacquet sortant réélu | UDR (URP)      | 31 622 | 50,36  |  |  |  |
|                | Paul d'Étienne             | PCF            | 11 978 | 19,08  |  |  |  |
|                | Jacques Roynette           | SFIO (FGDS)    | 8 833  | 14,07  |  |  |  |
|                | Pierre Lespiat             | CD (PDM)       | 7 752  | 12,35  |  |  |  |
|                | Henri Radenac              | PSU            | 2 602  | 4,14   |  |  |  |
|                |                            |                |        |        |  |  |  |
| Inscrits       | Inscrits                   | Inscrits       | 79 162 | 100,00 |  |  |  |
| Abstentions    | Abstentions                | Abstentions    | 15 565 | 19,66  |  |  |  |
| Votants        | Votants                    | Votants        | 63 597 | 80,34  |  |  |  |
| Blancs et nuls | Blancs et nuls             | Blancs et nuls | 810    | 1,27   |  |  |  |
| Exprimés       | Exprimés                   | Exprimés       | 62 787 | 98,73  |  |  |  |

#### Deuxième circonscription (Chelles)
| Candidat       | Candidat                    | Parti          | Premier tour | Premier tour | Second tour | Second tour |  |
| Candidat       | Candidat                    | Parti          | Voix         | %            | Voix        | %           |  |
| -------------- | --------------------------- | -------------- | ------------ | ------------ | ----------- | ----------- |  |
|                | Guy Rabourdin sortant réélu | UDR (URP)      | 26 606       | 45,99        | 30 289      | 56,05       |  |
|                | Gérard Bordu                | PCF            | 16 677       | 28,83        | 23 747      | 43,95       |  |
|                | Maurice Gérard              | CD (PDM)       | 6 208        | 10,73        |             |             |  |
|                | René Cassier                | SFIO (FGDS)    | 5 397        | 9,33         |             |             |  |
|                | Roger Dumont                | PSU            | 2 962        | 5,12         |             |             |  |
|                |                             |                |              |              |             |             |  |
| Inscrits       | Inscrits                    | Inscrits       | 72 508       | 100,00       | 72 489      | 100,00      |  |
| Abstentions    | Abstentions                 | Abstentions    | 13 990       | 19,29        | 16 553      | 22,84       |  |
| Votants        | Votants                     | Votants        | 58 518       | 80,71        | 55 936      | 77,16       |  |
| Blancs et nuls | Blancs et nuls              | Blancs et nuls | 668          | 1,14         | 1 900       | 3,4         |  |
| Exprimés       | Exprimés                    | Exprimés       | 57 850       | 98,86        | 54 036      | 96,6        |  |

#### Troisième circonscription (Meaux)
|                | Bertrand Flornoy sortant réélu | UDR (URP)      | 28 363 | 56,93  |  |  |  |
|                | Jean Bouvin                    | SFIO (FGDS)    | 12 366 | 24,82  |  |  |  |
|                | Raymonde Renard                | PCF            | 9 089  | 18,24  |  |  |  |
|                |                                |                |        |        |  |  |  |
| Inscrits       | Inscrits                       | Inscrits       | 62 768 | 100,00 |  |  |  |
| Abstentions    | Abstentions                    | Abstentions    | 11 911 | 18,98  |  |  |  |
| Votants        | Votants                        | Votants        | 50 857 | 81,02  |  |  |  |
| Blancs et nuls | Blancs et nuls                 | Blancs et nuls | 1 039  | 2,04   |  |  |  |
| Exprimés       | Exprimés                       | Exprimés       | 49 818 | 97,96  |  |  |  |

#### Quatrième circonscription (Provins)
|                | Alain Peyrefitte sortant réélu | UDR (URP)      | 25 754 | 57,18  |  |  |  |
|                | Jean Séjourné                  | PCF            | 9 452  | 20,98  |  |  |  |
|                | Pierre Vanlerenberghe          | CIR (FGDS)     | 3 965  | 8,8    |  |  |  |
|                | Jacques Duchemin               | CD (PDM)       | 3 871  | 8,59   |  |  |  |
|                | Pierre Ferrari                 | PSU            | 2 000  | 4,44   |  |  |  |
|                |                                |                |        |        |  |  |  |
| Inscrits       | Inscrits                       | Inscrits       | 55 518 | 100,00 |  |  |  |
| Abstentions    | Abstentions                    | Abstentions    | 9 722  | 17,51  |  |  |  |
| Votants        | Votants                        | Votants        | 45 796 | 82,49  |  |  |  |
| Blancs et nuls | Blancs et nuls                 | Blancs et nuls | 754    | 1,65   |  |  |  |
| Exprimés       | Exprimés                       | Exprimés       | 45 042 | 98,35  |  |  |  |

#### Cinquième circonscription (Fontainebleau)
| Candidat       | Candidat                   | Parti          | Premier tour | Premier tour | Second tour | Second tour |  |
| Candidat       | Candidat                   | Parti          | Voix         | %            | Voix        | %           |  |
| -------------- | -------------------------- | -------------- | ------------ | ------------ | ----------- | ----------- |  |
|                | Didier Julia sortant réélu | UDR (URP)      | 22 903       | 48,19        | 25 484      | 56,43       |  |
|                | Étienne Dailly             | CD (PDM)       | 11 925       | 25,09        | 10 600      | 23,47       |  |
|                | Bernard Ridoux             | PCF            | 8 752        | 18,41        | 9 077       | 20,1        |  |
|                | Daniel Morenne             | Modérés        | 2 000        | 4,21         |             |             |  |
|                | Jean-Pierre Danic          | PSU            | 1 949        | 4,1          |             |             |  |
|                |                            |                |              |              |             |             |  |
| Inscrits       | Inscrits                   | Inscrits       | 59 168       | 100,00       | 59 145      | 100,00      |  |
| Abstentions    | Abstentions                | Abstentions    | 10 954       | 18,51        | 13 187      | 22,3        |  |
| Votants        | Votants                    | Votants        | 48 214       | 81,49        | 45 958      | 77,7        |  |
| Blancs et nuls | Blancs et nuls             | Blancs et nuls | 685          | 1,42         | 797         | 1,73        |  |
| Exprimés       | Exprimés                   | Exprimés       | 47 529       | 98,58        | 45 161      | 98,27       |  |